# Felix Gasselich
Felix Gasselich (Vienna, 21 dicembre 1955) è un ex calciatore austriaco, di ruolo centrocampista.

## Palmarès

### Club

#### Competizioni nazionali
- Campionato austriaco: 5

Austria Vienna: 1975-1976, 1977-1978, 1978-1979, 1979-1980, 1980-1981
- Campionato olandese: 1

Ajax: 1984-1985
- Coppa d'Austria: 3

Austria Vienna: 1976-1977, 1979-1980, 1981-1982